# Querela de Homero
Querela de Homero (em francês: Querelle d’Homère) foi uma discussão intelectual sobre como traduzir a Ilíada, que aconteceu na França entre 1714 e 1716. É considerada o segundo ou o último período da Querela dos Antigos e Modernos pela historiografia.

## História
Em 1711, Anne Dacier publicou uma nova tradução da Ilíada em francês com o objetivo de ficar o mais próximo possível do original grego. A leitura desta versão da Ilíada, levou Houdar de La Motte a publicar, em 1714, uma versão bastante modificada e abreviada do mesmo épico. A querela tem início com a resposta enfática de Dacier a La Motte em seu As causas da corrupção do gosto (em francês: Des causes de la corruption du goût).